# Pierre Boulanger (acteur)
Pierre Boulanger (Parijs, 8 augustus 1987) is een Franse acteur.
Boulanger maakte zijn acteerdebuut in 2003 met de rol van Moses 'Momo' Schmitt in de Franse film Monsieur Ibramhim et les fleurs du Coran (Nederlands: Meneer Ibrahim en de bloemen van de koran) van de filmregisseur François Dupeyron. Hij speelde vervolgens in diverse televisiefilms en als gastrol in televisieseries waaronder Fais pas ci, fais pas ça. In 2011 speelde hij de rol van Theo in de Amerikaanse film Monte Carlo met Selena Gomez, Katie Cassidy en Leighton Meester als medespelers. In 2015 was hij te zien als Michel in de Nederlandse film Rendez-vous van Marjolein Beumer. Boulanger heeft bij een aantal films ook de Franse nasynchronisatie gedaan: Die Welle (2008), Mr. Nobody (2009), Fasandræberne (2014) en Halloween (2018).

## Theater
- 2011: Dom Juan
- 2013: La Guerre de Troie n'aura pas lieu
- 2014: Lorenzaccio